# Stekelsporig mosschijfje
Het stekelsporig mosschijfje (Lamprospora crechqueraultii) is een schimmel behorend bij de familie Pyronemataceae.

## Verspreiding
In Nederland komt het stekelsporig mosschijfje zeldzaam voor. Het staat op rode lijst in de categorie 'Bedreigd'.